# Жамбильський сільський округ (Райимбецький район)
Жамби́льський сільський округ (каз. Жамбыл ауылдық округі, рос. Жамбылский сельский округ) — адміністративна одиниця у складі Райимбецького району Алматинської області Казахстану. Адміністративний центр — село Жамбил.
Населення — 2292 особи (2021; 3114 у 2009, 3220 у 1999, 3567 у 1989).
Станом на 1989 рік існувала Джамбульська сільська рада (села Джамбул, Каратоган).

## Склад
До складу округу входять такі населені пункти:
| Населений пункт | Населення, осіб (1989) | Населення, осіб (1999) | Населення, осіб (2009) | Населення, осіб (2021) |
| --------------- | ---------------------- | ---------------------- | ---------------------- | ---------------------- |
| Жамбил, село    | 2384                   | 2121                   | 1862                   | 1404                   |
| Каратоган, село | 1183                   | 1099                   | 1252                   | 888                    |